# アントシアニジンレダクターゼ
アントシアニジンレダクターゼ（Anthocyanidin reductase, AtANR, MtANR）は、次の化学反応を触媒する酸化還元酵素である。
フラバン-3-オール + 2 NAD(P)+ {\displaystyle \rightleftharpoons } アントシアニジン + 2 NAD(P)H + H+
反応式の通り、この酵素の基質はフラバン-3-オールとNAD(P)+、生成物はアントシアニジンとNAD(P)HとH+である。
組織名はflavan-3-ol:NAD(P)+ oxidoreductaseである。